# شلل عام
الخزل العام أو الشلل الكلي، المعروف أيضًا باسم الشلل العام للمجنون (بالإنجليزية: general paralysis of the insane)‏ أو الخرف الشللي، هو اضطراب نفسي عصبي شديد، يُصنف نوعًا من الاضطرابات العقلية العضوية التي يسببها التهاب السحايا والدماغ المزمن، ويؤدي إلى ضمور الدماغ في المراحل المتأخرة من مرض الزهري. ترتبط التغيرات التنكسية ابتداءً بالقشرة الدماغية الجبهية والصدغية. يصيب الاضطراب نحو 7% من مرضى الزهري. وتزداد احتمالية حدوثه بين الذكور.
اعتُبر الشلل العام للمجنون نوعًا من الجنون بسبب مجون الشخصية قديمًا، عندما عُرف للمرة الأولى في القرن التاسع عشر. اكتُشف ارتباط المرض بالزهري في أواخر ثمانينيات القرن التاسع عشر. ونتيجة لذلك، ساعد اكتشاف البنسلين واستخدامه في علاج الزهري في علاج الحالة وتجنب حدوثها. كان الخزل مميتًا بصورة حتمية قبل هذه الأحداث، وكانت حالة الشلل العام للمجنون مسؤولة عن 25% من التشخيصات لنزلاء المستشفيات النفسية.

## الأعراض والعلامات
تظهر أعراض المرض للمرة الأولى بعد 10 إلى 30 سنة من العدوى. يظهر الشلل العام للمجنون ابتداءً بمعوقات عصبية عضلية، مثل الإرهاق والصداع والأرق والدوار إلخ... وتظهر الأعراض العقلية وتغيرات الشخصية مع تطور المرض. تشمل الأعراض النموذجية فقدان الضوابط الاجتماعية وسلوك غير اجتماعي وتدهور تدريجي في القدرة على إصدار الأحكام، ومشاكل بالذاكرة قصيرة الأمد والتركيز والابتهاج والهوس والاكتئاب واللامبالاة. تظهر بعض العيوب الطفيفة في الكلام وارتجاف طفيف وربما تُلاحظ حدقة أرغيل روبرتسون.
يظهر الوهام مع تطور المرض، ويميل للفوضى والعشوائية. قد يكون الوهام جليلًا أو سوداويًا أو هوسيًا. تشمل تلك الأوهام أفكارًا عن الثروة الهائلة أو الخلود أو آلاف من العشاق أو قوة لا يمكن تخيلها أو عدمية أو نبوءات أو الشعور بالذنب أو المروق أو لوم الذات. يصاب المريض فيما بعد بالرتة ورعاش النوايا وفرط المنعكسات والرمع العضلي والارتباك والتشنجات والتدهور العضلي الشديد. يموت المريض بالشلل في النهاية قعيدًا وهزيلًا وغير مدرك لما يدور حوله، وفي أغلب الأحوال يصاب بحالة صرعية.

## التشخيص
يُفرَّق تشخيص حالة الشلل العام للمجنون عن حالات أخرى من الذهان والخرف، عن طريق الاختلال المميز لحدقة العين ومنعكساتها (حدقة أرغيل روبرتسون)، واختلالات في ردود الفعل الانعكاسية للعضلات، وتشنجات وتدهور في الذاكرة (خرف) وغيرها من العلامات المعبرة عن التدهور العصبي في قشرة الدماغ. يعتمد التشخيص الحاسم على تحليل السائل الشوكي وإجراء الاختبارات المعملية لتشخيص مرض الزهري.

## المآل
بالرغم من تسجيل بعض حالات التعافي من الشلل العام للمجنون، خاصة إذا لم يمر هؤلاء المرضى بمرحلة الذهان، ولكن كثيرين ينتكسون خلال أشهر قليلة أو سنوات قليلة بعد التعافي. بخلاف ذلك، لا يستطيع المريض العودة للمنزل بسبب تعقُّد المرض وشدته وعدم القدرة على التحكم به، وتطور الأعراض السريع. يصبح المريض في النهاية عاجزًا وقعيدًا وينتهي الأمر به بالوفاة، تستغرق تلك العملية نحو خمس سنوات في المتوسط.

## التاريخ
وجدت الدراسات الارتجاعية بعض الحالات المبكرة المصابة بنفس الاضطراب. عُرفت الحالات الأولى المصابة بالخزل في المصابين بحالة من الجنون في باريس بعد الحروب النابليونية. وصف أنطوان لورين جيسي بايلي الشلل العام للمجنون للمرة الأولى بصفته مرضًا مميزًا في 1822. يصيب الشلل العام للمجنون المرضى (ويزيد في الرجال عن النساء) بين 20 إلى 40 من العمر. أشار المشرف على لجوء الرجال في عام 1877 في نيويورك إلى أن المرض كان مسؤولًا عن 12% من حالات الحجز في المؤسسة وما يفوق 2% من حالات الوفاة.
اعتُقد في بداية المرض أن سببه ضعف متأصل في الشخصية أو تكوينها. أكد فردريك فون إيسمارش والطبيب النفسي بيتر ويلرز جيسين في بداية عام 1857 أن الزهري هو الذي يسبب الخزل العام (الشلل المتصاعد)، حتى صارت الفكرة مقبولة في الوسط الطبي، وتلقت الفكرة القبول العام في القرن التاسع عشر على يد دارس الزهري ألفريد فورنير (1832-1914). انتهى الشك بشأن مسؤولية الزهري عن المرض عندما وضح هيديو نوغوتشي وج. دبليو. موور وجود البكتيريا الملتوية في أدمغة المصابين بالشلل.
اكتشف يوليوس فاغنر فون ياورغ في عام 1917 أن التسبب في عدوى المرضى المشلولين بالملاريا (العلاج برفع درجة الحرارة) قد يوقف تطور الشلل العام. فاز يوليوس بجائزة نوبل عن اكتشافه في عام 1927. أدى اكتشاف البنسلين في علاج الزهري بعد الحرب العالمية الثانية إلى تقليل حالات الشلل: حتى أن العقار استطاع شفاء المرضى الذين أظهروا أعراضًا أولية للشلل بعد إنهاء العلاج. الاضطراب غير معروف حاليًا خارج دول العالم الثالث، ويقل حدوثه في تلك البلدان أيضًا.
مات ثيو فان جوخ، شقيق فينسنت فان جوخ، بعد ستة أشهر من وفاة فينسنت في عام 1891 من «الخرف الشللي» الذي صار معروفًا بالشلل العام للمجنون.
مات زعيم العصابة آلفونس غابرييل كابوني في شيكاغو من الشلل بالزهري، إذ أصيب بالزهري في بيت دعارة قبل منعها وقبل قانون الانتهاكات، ولم يُعالج منه لمنع تطور الشلل بالزهري.